# GNOME Display Manager
GNOME Display Manager (ou GDM) é o gerenciador de display do GNOME.